# Wanda Dobryszycka
Wanda Maria Dobryszycka (ur. 26 lutego 1921, zm. 7 stycznia 2020) – polska biochemiczka, prof. dr hab.

## Życiorys
W 1952 ukończyła studia farmacji w Akademii Medycznej im. Karola Marcinkowskiego w Poznaniu. Obroniła pracę doktorską, następnie habilitowała się na podstawie dorobku naukowego i pracy. W 1972 nadano jej tytuł profesora w zakresie nauk farmaceutycznych. Pracowała na stanowisku kierownika w Katedrze, oraz w Zakładzie Biochemii Farmaceutycznej na Uniwersytecie Medycznym we Wrocławiu.
Zmarła 7 stycznia 2020.

## Odznaczenia
- Srebrny i Złoty Krzyż Zasługi,
- Brązowy Medal Za Zasługi dla Obrony Kraju,
- Odznaka Za Wzorową Pracę w Służbie Zdrowia,
- Krzyż Kawalerski Orderu Odrodzenia Polski,
- Złota Odznaka Uniwersytetu Medycznego we Wrocławiu.